# Trampeli (Orgelbauer)

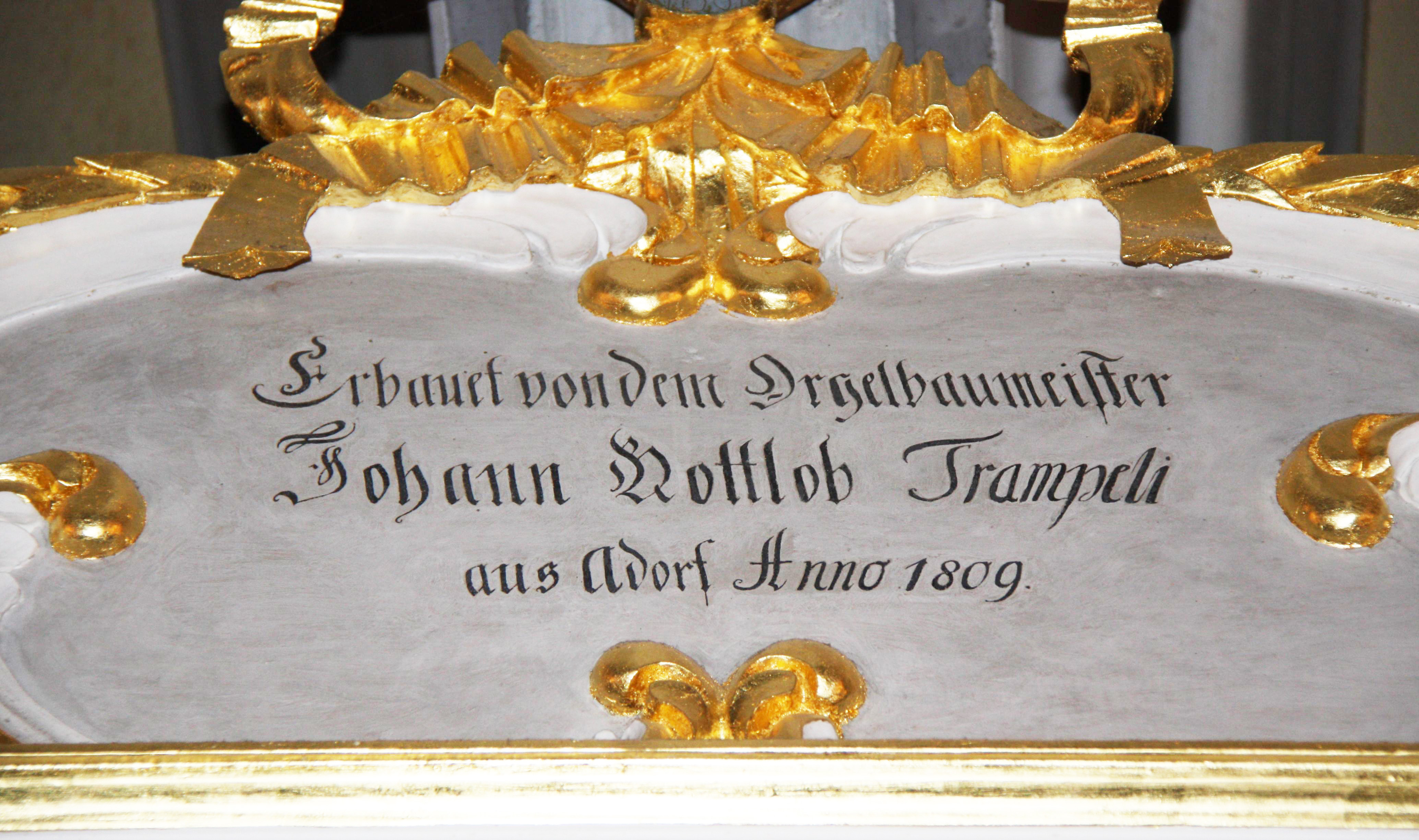
Detail des Trampeliprospekts in der Pfarrkirche zur Ehre Gottes in Bernsbach

Die Orgelbauerfamilie Trampeli aus Adorf  im Vogtland stellte im 18. und 19. Jahrhundert in drei Generationen über 100 größere Orgeln vor allem für vogtländische Kirchen her.

## Familiengeschichte
Johann Paul Trampel wurde am 16. Januar 1708 in Oberlauterbach geboren. Er lernte bei Johann Georg Schröter in Erfurt. Um 1734 übernahm er die Werkstatt des Orgelbauers und Stadtorganisten Adam Heinrich Gruber im Zenkerschen Haus in Adorf. Trampel war an Bau und Reparatur von etwa 50 Orgeln beteiligt. Sein einziges erhaltenes Instrument befindet sich in der St.-Gallus-Kirche in Chursdorf bei Schleiz. Erbaut wurde es 1753. Dem damaligen Zeitgeschmack folgend führte Trampel ab 1759 den eleganter scheinenden, italienisch klingenden Namen Trampeli. Er starb am 5. September 1764.
Die beiden Söhne Johann Gottlob (1742–1812) und Christian Wilhelm (* 16. März 1748; † 26. Februar 1803), die den zuletzt geführten Namen des Vaters übernommen hatten, übernahmen das väterliche Geschäft. Sie bauten, zumeist unter der Führung Johann Gottlobs als bedeutendstem Mitglied der Familie, zahlreiche Orgeln im weiteren Umkreis ihrer Werkstatt. Größtes Instrument war die Orgel der Leipziger Nikolaikirche, über die Johann Adam Hiller urteilte: „Nach Silbermannscher Art vortrefflich angelegt und ausgeführt“. Hillers Beurteilung weist auf den Kern des Erfolgs der Trampelis hin, die die orgelbautechnischen Grundsätze Gottfried Silbermanns übernommen hatten, ohne dessen Schüler gewesen zu sein.
Von 1806 bis 1812 lernte Christian Gottlob Steinmüller in der Werkstatt von Johann Gottlob Trampeli. Nach dessen Tod übernahm Christian Wilhelms Sohn Friedrich Wilhelm Trampeli (* 23. Februar 1790; † 2. November 1832) den Betrieb. Er blieb – handwerklich unerfahren und durch die instabile politische Lage – aber hinter den Leistungen seines Onkels zurück. Der Orgelbautheoretiker Johann Gottlob Töpfer befand die 1813 von ihm gebaute Orgel der Stadtkirche Weimar für „gänzlich mißglückt“. Sie musste wie die Orgel der Johanniskirche Plauen bald ersetzt werden. Dennoch baute Friedrich Wilhelm Trampeli bis zu seinem Tod eine Vielzahl weiterer Orgeln. Er war unter anderem in Dortmund aktiv, wo er die große, heute nicht erhaltene Orgel der Stadtkirche St. Reinoldi baute. Kurzzeitig lernte der westfälische Orgelbauer Christian Roetzel bei ihm.
Nach Friedrich Wilhelm Trampelis Tod 1832 kam der Orgelbau in Adorf zum Erliegen. Die Werkstattgebäude wurden bei einem Stadtbrand 1904 zerstört. Das Wohnhaus der Trampelis ist dagegen erhalten, aktuell (Januar 2023) aber in einem schlechten Zustand. Das Haus wurde 2022 vom Verein für klassische Musik Adorf erworben und wird u. a. mit Unterstützung der Deutschen Stiftung Denkmalschutz restauriert. Es soll zu einem multimedialen Museum für den Adorfer Orgelbau werden.

## Werklisten

### Johann Paul Trampel(i)
| Jahr    | Ort                | Gebäude                      | Bild | Manuale | Register | Bemerkungen |
| ------- | ------------------ | ---------------------------- | ---- | ------- | -------- | --- |
| 1752    | Schöneck/Vogtl.    | St. Georgen-Kirche           |      |         |          | Beim Stadtbrand 1856 wohl mit der Kirche abgebrannt. |
| 1754    | Greiz              | Kirchsaal Oberes Schloss     |      |         |          | diente nach dem Wiederaufbau der Stadtkirche St. Marien ab 1805 bis 1881 als Interimsorgel, nicht erhalten                                                                                        |
| 1754/55 | Chursdorf bei Auma | St. Gallus                   |      | I/P     | 10       | erhalten, restauriert 1999 |
| 1760    | Klingenthal        | Rundkirche Zum Friedefürsten |      |         |          | 1872 durch eine Bärmig-Orgel ersetzt |
| um 1760 | Döhlen             | Dorfkirche                   |      |         |          | Beginn der Arbeiten zur Orgel, Verzögerung der Fertigstellung durch das frühe Ableben Paul Trampels 1764 und der Brandzerstörung von Haus und Werkstatt in Adorf 1768.                            |
| 1760    | Stelzendorf        | Dorfkirche                   |      |         |          | 1935 Überholt und umdisponiert von Ernst Poppe und Sohn (Schleiz), Einbau Zinkprospekt. Wohl in den 1960er Jahren im Sinne von Trampeli verändert, vermutlich durch Reinhard Schmeißer, Rochlitz. |
| 1763    | Selb               | Stadtkirche                  |      |         |          | |

### Orgeln von Johann Gottlob (und Christian Wilhelm) Trampeli
| Jahr      | Ort                         | Gebäude                         | Bild                               | Manuale | Register | Bemerkungen |  |
| --------- | --------------------------- | ------------------------------- | ---------------------------------- | ------- | -------- | --- |  |
| 1771      | Döhlen                      | Dorfkirche                      | Trampeli-Orgel in Döhlen           | I/P     | 13       | 1771 Fertigstellung der Orgel durch die Gebr. Trampeli, Veränderungen und Stimmtonänderung durch Poppe, Roda, um 1890. 2011 Beginn der Restaurierung und Rückführung durch Orgelbau Schreiber Zeulenroda, (krankheitsbedingt) weitergeführt 2013 durch Vogtl. Orgelbau Th. Wolf., Prospekt, Stimmungsart und Intonation nicht original. |  |
| 1771      | Gräfenwarth                 | St. Martin                      |                                    | I/P     | 11       | Restaurierung 2007 durch Rösel & Hercher Orgelbau → Orgel |  |
| 1772 (?)  | Pahren                      | Dorfkirche                      |                                    | I/P     |          | 1920 Neubau durch Voigt, Halberstadt, darin außer 5 Registern nichts mehr erhalten |  |
| 1774      | Zollgrün                    |                                 |                                    |         |          | nicht erhalten |  |
| 1775/1778 | Sirbis                      | Valentinskirche                 |                                    | I/P     | 12       | Restaurierung von Vogtländischer Orgelbau Thomas Wolf |  |
| 1775      | Forstwolfersdorf            | Dorfkirche                      | Trampeli-Orgel in Forstwolfersdorf | I/P     | 8        | Restaurierung 2012–2013 durch Gerd-Ch. & Thomas Bochmann, Kohren-Sahlis |  |
| 1777      | Waldkirchen (Lengenfeld)    | Dorfkirche                      |                                    |         |          | Prospekt erhalten, Schuster-Orgel 1907 |  |
| 1777      | Oberböhmsdorf               | Dorfkirche                      |                                    |         |          | nur Prospekt (beidseitig erweitert) und auch einige Pfeifen erhalten, Werk von W. Sauer Inh. Dr. Oscar Walcker, Frankfurt/O. (1934) |  |
| 1777      | Schleiz                     | Bergkirche                      |                                    |         |          | grundlegende Überholung der Orgel; Neubau Poppe-Orgel 1897, Neubau Kutter-Orgel 2007, Renaissance-Prospekt erhalten |  |
| 1782      | Reichenbach im Vogtland     | Trinitatiskirche                |                                    |         |          | Prospekt erhalten, Eule-Orgel 1971 |  |
| 1782      | Wurzbach                    | St. Nikolaus                    |                                    | II/P    | 24       | restauriert 1998–2000 durch Rösel & Hercher Orgelbau → Orgel |  |
| 1784      | Arnsgrün                    | Dorfkirche                      |                                    | I/P     | 9        | restauriert 1962 u. 2007 (Orgelbau Waltershausen) → Orgel |  |
| 1785      | Triptis                     | St. Marien                      |                                    | II/P    | 29       | 1997 Restaurierung Gebr. Hoffmann, Ostheim v.d.R., 2011 Fertigstellung Orgelbau Waltershausen → Orgel |  |
| 1788      | Oberlosa (Plauen)           | Dorfkirche                      |                                    | II/P    | 23       | 1986 grundlegend saniert |  |
| 1789–1791 | Leipzig                     | Nikolaikirche                   |                                    |         |          | nur einzelne Register erhalten, histor. Bild aus 1785 |  |
| 1791      | Bad Lausick                 | Kilianskirche                   |                                    |         |          | Vergrößerung der Silbermann-Orgel von 1722 |  |
| 1791      | Grünberg                    |                                 |                                    |         |          | |  |
| 1792      | Unterwürschnitz (Mühlental) | Dorfkirche                      |                                    |         |          | |  |
| 1792–1794 | Beucha                      | Bergkirche                      |                                    |         |          | Reparatur und Erweiterung eines vorhandenen pedallosen Orgelwerks; danach mehrfach verändert |  |
| 1793      | Prittitz                    |                                 |                                    |         |          | |  |
| 1794      | Theißen                     | Dorfkirche                      |                                    |         |          | |  |
| 1795      | Zitzschen                   | Dorfkirche                      |                                    |         |          | |  |
| 1795      | Schönheide                  | Martin-Luther-Kirche            |                                    |         |          | Prospekt anders zusammengestellt erhalten, Jehmlich-Orgel 1903 |  |
| 1796–1800 | Kleinkorbetha               |                                 |                                    |         |          | |  |
| 1798–1800 | Rothenkirchen (Steinberg)   | Dorfkirche                      |                                    |         |          | gemeinsam mit Christian Wilhelm Trampeli |  |
| 1800/1801 | Werdau                      | St. Marien                      |                                    | II/P    | 31       | Gehäuse und Prospekt erhalten, neue Jehmlich-Orgel 1984/1985 |  |
| 1802–1803 | Gerichshain                 | Kirche Gerichshain              |                                    | I/P     | 12       | gemeinsam mit Christian Wilhelm Trampeli; original erhalten (außer Spieltisch): Disposition |  |
| 1802–1804 | Straßberg                   | Ev.-luth. Kirche                |                                    | II/P    | 18       | restauriert von 1971–1972 (Jehmlich) und 1998 (Groß & Soldan) → Orgel |  |
| 1803      | Gössitz                     | Dorfkirche                      |                                    | II/P    | 20       | restauriert bis 2023 → Orgel |  |
| 1803–1806 | Markersbach                 | St.-Barbara-Kirche              |                                    |         |          | |  |
| 1806      | Bedra (Braunsbedra)         | St.-Andreas-Gnadenkirche        |                                    |         |          | Prospekt erhalten |  |
| 1806      | Gröst                       | St. Kilian                      |                                    | II/P    | 25       | restauriert 2023 durch Orgelwerkstatt Wegscheider |  |
| 1807      | Gefell                      | Stadtkirche Unserer lieben Frau |                                    | II/P    | 24       | restauriert 1996–1999 durch Rösel & Hercher sowie 2006 durch Orgelbau Waltershausen (Windladen) → Orgel |  |
| 1807      | Oelzschau                   | Kirche                          |                                    | I/P     | 14       | |  |
| 1808–1810 | Sornzig                     | Martin-Luther-Kirche            |                                    |         |          | |  |
| 1809      | Bernsbach                   | Pfarrkirche zur Ehre Gottes     |                                    |         |          | Prospekt erhalten, Jahn-Orgel 1908 |  |
| 1812      | Neustädtel                  | Liebfrauenkirche                |                                    |         |          | Prospekt erhalten, Eule-Orgel 1981 |  |

### Orgeln von Friedrich Wilhelm Trampeli
| Jahr | Ort                       | Gebäude                         | Bild | Manuale | Register | Bemerkungen |
| ---- | ------------------------- | ------------------------------- | ---- | ------- | -------- | --- |
| 1816 | Plauen                    | Johanniskirche                  |      |         |          | nicht erhalten, derzeit Jehmlich-Orgel aus 1966                                                                                                  |
| 1817 | Podhradí u Aše            | Pfarrkirche                     |      |         |          | Prospekt erhalten |
| 1818 | Auma                      | Stadtkirche Unser lieben Frauen |      |         |          | leicht umdisponiert erhalten |
| 1819 | Neumark                   | Dorfkirche                      |      |         |          | Prospekt teilweise erhalten, die Schüßler-Orgel von 1978/1979 wurde 2008 grundlegend überholt                                                    |
| 1820 | Ebersbrunn                | Kreuzkirche                     |      | II/P    | 16       | Prospekt erhalten, 2004 neue Orgel von Christian Reinhold (Bernsdorf) unter Verwendung größtenteils orig. Pfeifen aus der Schusterorgel von 1938 |
| 1820 | Dobia                     | Dorfkirche                      |      | I/P     | 10       | erhalten, restauriert 2019 → Orgel |
| 1821 | Zeulenroda                | Dreieinigkeitskirche            |      |         |          | 1925 Neubau durch Gebr. Jehmlich, Dresden; mit Prospekt im Stil des Originals                                                                    |
| 1822 | Irfersgrün (Lengenfeld)   | Dorfkirche                      |      |         |          | Prospekt erhalten, Müller-Orgel 1887 |
| 1822 | Landwüst (Markneukirchen) | Laurentiuskirche                |      | I/P     | 10       | restauriert 1992/1993 |
| 1822 | Windischleuba             | St. Nikolaus                    |      | II      | 27       | Umbau durch O. Ladegast 1923, restauriert 1992–2006 durch G.-C. Bochmann                                                                         |
| 1823 | Schönau (Wildenfels)      | Rochuskirche                    |      |         |          | |
| 1824 | Lichtentanne              | St. Barbara (Lichtentanne)      |      | I/P     |          | nicht erhalten |
| 1825 | Bischofswerda             | Christuskirche                  |      |         |          | Prospekt erhalten, Neubau 1879 durch Hermann Eule                                                                                                |
| 1826 | Wilthen                   | Ev. luth. Kirche                |      | II      | 25       | nicht erhalten, 1902 durch Eule-Orgel ersetzt |
| 1827 | Niederwiera (Oberwiera)   | Dorfkirche                      |      |         |          | |
| 1828 | Ruppertsgrün bei Werdau   | Dorfkirche                      |      |         |          | Prospekt erhalten, Jahn-Orgel 1913 |
| 1829 | Mosel                     | Dorfkirche                      |      |         |          | restauriert von Alfred Schmeisser 1927 |

## Beteiligung
- 1796: Einbau des Haupt- und Brustwerkes der Orgel aus der Leipziger Nikolaikirche durch Christian Wilhelm Trampeli, einem Werk von Zacharias Thayßner aus Merseburg von 1593/94 mit 2 Manualen und 22 Registern, in der Kirche St. Moritz Taucha